# Daknam
Daknam est une section de la ville belge de Lokeren située en Région flamande dans la province de Flandre-Orientale. Le village se trouve au bord de la Durme. C'était une commune à part entière avant la fusion des communes de 1977.

## Démographie

### Évolution démographique
- Sources : INS, Rem. : 1831 jusqu'en 1970 = recensements, 1976 = nombre d'habitants au 31 décembre[2].

## Histoire
Des artéfacts du Néolithique ont été mis-au-jour à Daknam. À l'époque gallo-romaine, l'habitation était plus permanente. Dès le XIIe siècle, Daknam était une paroisse indépendante dont le patronage appartenait à l'abbaye Saint-Bavon.
Les anciens noms de Daknam étaient : Dackenam (1040), Dakingahem (XIIe siècle), Dackenham (1156), Dakanham (1160), Dackehan (1170), Dacnem (1219), Dackenen ou Dakenen (1330) et Dacknam (1841).
Jusqu'en 1794, Daknam et Lokeren formaient une unité administrative.